# Rubin Colwill
Rubin James Colwill (Neath, 27 de abril de 2002) é um futebolista galês que atua como meio-campista. Atualmente joga no Cardiff City.

## Carreira no clube
Colwill ingressou nas categorias de base do Cardiff City quando tinha oito anos. Ele fez sua estreia profissional com o clube como substituto durante a vitória por 3 a 1 sobre o Coventry City em 13 de fevereiro de 2021. No dia seguinte, Colwill assinou seu primeiro contrato profissional. A primeira partida de Colwill como titular veio em uma vitória por 2 a 1 sobre o Wycombe Wanderers em 24 de abril de 2021, recebendo muitos elogios do técnico Mick McCarthy por seu desempenho na partida. Em 12 de setembro de 2021, Colwill marcou seus primeiros gols como profissional, marcando dois gols na vitória do Cardiff por 2 a 1 contra o Nottingham Forest. Em 6 de fevereiro de 2022, ele marcou o único gol do Cardiff na derrota por 3 a 1 para o Liverpool na quarta rodada da FA Cup.

## Carreira internacional
Colwill fez sua estreia pelo sub-17 do País de Gales em um empate de 2 a 2 contra a Bielorrússia em 10 de outubro de 2018. Ele foi convocado para a seleção sub-21 para um amistoso contra a República da Irlanda em 25 de março de 2021 e fez sua estreia pelo time como substituto durante uma derrota por 2–1.
Em 30 de maio de 2021, Colwill foi convocado por Rob Page para a seleção do País de Gales para a disputa do Campeonato Europeu de Futebol de 2020. Ele fez sua estreia na seleção principal em 2 de junho de 2021, em um amistoso contra a França, substituindo Joe Morrell aos 83 minutos. Colwill marcou seu primeiro gol pelo País de Gales em 29 de março de 2022, em um amistoso de 1 a 1 contra a República Tcheca.
Em novembro de 2022, foi convocado para a seleção do País de Gales para a  disputa da Copa do Mundo FIFA de 2022.